# Улица Блюхера (Ярославль)
У́лица Блюхера (бывшая Ленинградская улица) — улица в северной части города Ярославля, пролегающая от Редковицыно до проспекта Дзержинского, параллельно Тутаевскому шоссе. Планируется продление улицы до улицы Батова.
Нумерация домов ведётся от Ленинградского проспекта.
В 2012 году название улица Блюхера получила также планируемая новая улица в Пашуково от посёлка 2-е Брагино до Большой Норской улицы.
Вдоль всей улицы проходит маршрут трамвая № 6.

## История
Улица появилась в 1965 году вместе с началом застройки первых четырёх микрорайонов жилого района Брагино, проходя между этими микрорайонами. Получила название Ленинградская улица по советскому названию Санкт-Петербурга — Ленинград. В 1970 году переименована в улицу Блюхера в честь советского военачальника В. К. Блюхера (1890—1938).
Изначально планировалось, что улица будет начинаться от Ленинградского шоссе рядом с Редковицыно, в связи с чем нумерация домов в Брагино начинается с № 29, однако этот участок так и не достроен.
В 2012 году к улице присоединён планируемый участок от проспекта Дзержинского до улицы Батова; также название улица Блюхера получила планируемая новая улица, пересекающая жилой район Пашуково от посёлка 2-е Брагино до Большой Норской улицы.

## Здания и сооружения
- № 21а — Электрическая подстанция «Депо»
- № 26 — Учебно-курсовой комбинат жилищно-коммунального хозяйства, Центр управления жилищно-коммунальным комплексом Ярославской области
- № 26а — Учебно-методический центр по гражданской обороне и чрезвычайным ситуациям
- № 27 — Автосервис
- № 32а — Средняя школа № 81 им. Сергея Красильникова
- № 42а — Детский сад № 209 «Дружная семейка»
- № 45 — Торговый центр «Фламинго»
- № 46а — Детский сад № 211 «Клубничка»
- № 47 — СК «Орбита»
- № 48 — ЖК «Октябрь»
- № 60 — Детский сад № 32 «Тополёк»
- № 74 — Средняя школа № 26
- № 88 — Торговый комплекс
- № 88к2 — Гаражный кооператив «Волга»